# Доктор-Йосифово
Доктор-Йосифово (болг. Доктор Йосифово) — село в Болгарии. Находится в Монтанской области, входит в общину Монтана. Население составляет 725 человек.

## Политическая ситуация
В местном кметстве Доктор-Йосифово, в состав которого входит Доктор-Йосифово, должность кмета (старосты) исполняет Веци Ангелов Митов (Коалиция в составе 6 партий: Новое время (НВ), Демократы за сильную Болгарию (ДСБ), ВМРО — Болгарское национальное движение, Болгарский земледельческий народный союз (БЗНС), Демократическая партия Болгарии (ДП), ЗАЕДНО ЗА МОНТАНА,СЪЮЗ НА ДЕМОКРАТИЧНИТЕ СИЛИ) по результатам выборов.
Кмет (мэр) общины Монтана — Златко Софрониев Живков (независимый) по результатам выборов.